# Marijo Strahonja

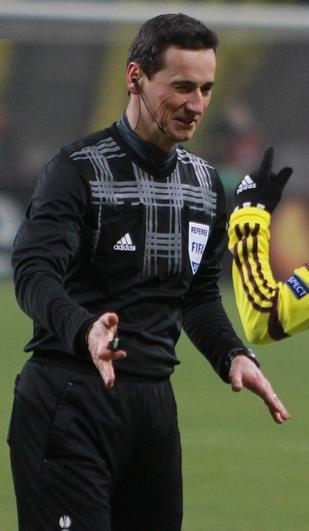
Marijo Strahonja (2013)

Marijo Strahonja (* 21. August 1975 in Zagreb) ist ein ehemaliger kroatischer Fußballschiedsrichter.
Strahonja leitete von der Saison 2002/03 bis zur Saison 2015/16 insgesamt 124 Spiele in der ersten kroatischen Fußballliga.
Von 2004 bis 2015 stand Strahonja auf der Liste der FIFA-Schiedsrichter und leitete internationale Fußballspiele. Von Oktober 2008 bis Dezember 2015 leitete Strahonja insgesamt 17 Spiele in der Europa League und sechs Spiele in der Champions League. Zudem pfiff er Partien in der EM-Qualifikation für die Europameisterschaft 2012 und die Europameisterschaft 2016, in der europäischen WM-Qualifikation für die Weltmeisterschaft 2010 in Südafrika und die Weltmeisterschaft 2014 in Brasilien sowie Freundschaftsspiele.
Bei der U-17-Europameisterschaft 2004 in Frankreich leitete Strahonja drei Spiele, darunter das Spiel um Platz drei. Bei der U-21-Europameisterschaft 2011 in Dänemark leitete Strahonja zwei Gruppenspiele.